# Grecco
Grecco ist eine Ortschaft im Westen Uruguays. 

## Geographie
Sie befindet sich im östlichen Teil und dort im Sektor 8 des Departamento Río Negro in der Cuchilla de Navarro am Ufer des Arroyo Las Flores. Südlich entspringt der Arroyo Ramírez Chico, während die Quelle des Arroyo Ramírez Grande in nordöstlicher Richtung liegt. Einzige größere Ansiedlung in der näheren Umgebung ist Baygorria im Südosten auf dem Territorium des Nachbardepartamentos Durazno.

## Geschichte
Im Jahre 1870 ließen sich hier als erste Siedler die beiden italienischen Auswanderer und Brüder Natalio und Juan Grecco im Quellbereich des Flusses nieder. Ersterer kehrte jedoch 1872 wieder in sein Heimatland zurück. Juan Grecco dagegen erwarb 400 Hektar Land in dieser Gegend und gründete vor Ort eine Familie. Er errichtete hier sein Haus und betrieb dort ein Ladengeschäft. Im Laufe der Zeit teilte er seinen Landbesitz unter seinen zehn Kindern auf. Dies hatte zur Folge, dass im Jahre 1930 schließlich mehrere Familien in dieser Gegend wohnten. Die Errichtung einer Polizeistation und einer Schule folgten.
Durch das Gesetz Nr. 13.299 erhielt Grecco am 24. Februar 1964 offiziell den Status als „Pueblo“ (Dorf) verliehen.

## Einwohner
Im Jahr 2011 hatte Grecco 598 Einwohner.
| Jahr | Einwohner |
| ---- | --------- |
| 1963 | N.N.      |
| 1975 | N.N.      |
| 1985 | N.N.      |
| 1996 | N.N.      |
| 2004 | 726       |
| 2011 | 598       |

Quelle:.